# Dallos (település)
Dallos (1890-ig Ihrács, szlovákul: Ihráč) község Szlovákiában, a Besztercebányai kerületben, a Garamszentkereszti járásban.

## Fekvése
Körmöcbányától 7 km-re, délre fekszik.

## Nevének eredete
Neve a szlovák igrc (= színész, zenész) főnévből származik, a magyar név ennek tükörfordítása.

## Története
1388-ban említik először.
Vályi András szerint: „IHRÁCS. Elegyes falu Bars Várm. földes Ura a’ Selmeczi Kamara, lakosai katolikusok, fekszik Jasztrabához közel, és annak filiája, fája tűzre, és épűletre, ’s makkja is van; legelője elég, malma alkalmatos; földgyei a’ hegyek miatt nehezen miveltetnek."
Fényes Elek szerint: „Ihrács, tót falu, Bars vmegyében, Zólyom vgye szélén: 400 kath. lak. F. u. a kamara. Ut. p. Körmöcz."
Bars vármegye monográfiája szerint: „Dallos, Zólyom vármegye határán, a körmöczbányai hegyek alatt fekvő tót kisközség. Lakosai róm. katholikusok és számuk 364. Hajdan Ihrács néven a saskői vár tartozéka volt, melynek sorsában osztozott. 1424-ben Vydriche alakban találjuk említve. Később kincstári birtok lett és most is az. Határában kitünő trachittufa, pala és földopál van. Postája, távirója és vasúti állomása Bartos."
A trianoni diktátumig Bars vármegye Garamszentkereszti járásához tartozott.

## Népessége
| Év:            | 1994. | 2004.   | 2014.   | 2024.    |
| -------------- | ----- | ------- | ------- | -------- |
| Emberek száma: | 570   | 573     | 539     | 465      |
| Eltérés:       |       | +0,52 % | -5,93 % | -13,72 % |

| Év:            | 2023. | 2024.   |
| -------------- | ----- | ------- |
| Emberek száma: | 473   | 465     |
| Eltérés:       |       | -1,69 % |

1910-ben 474, túlnyomórészt szlovák anyanyelvű lakosa volt.
2001-ben 585 lakosából 581 szlovák volt.
2011-ben 561 lakosából 544 szlovák volt.